# Tiundaland

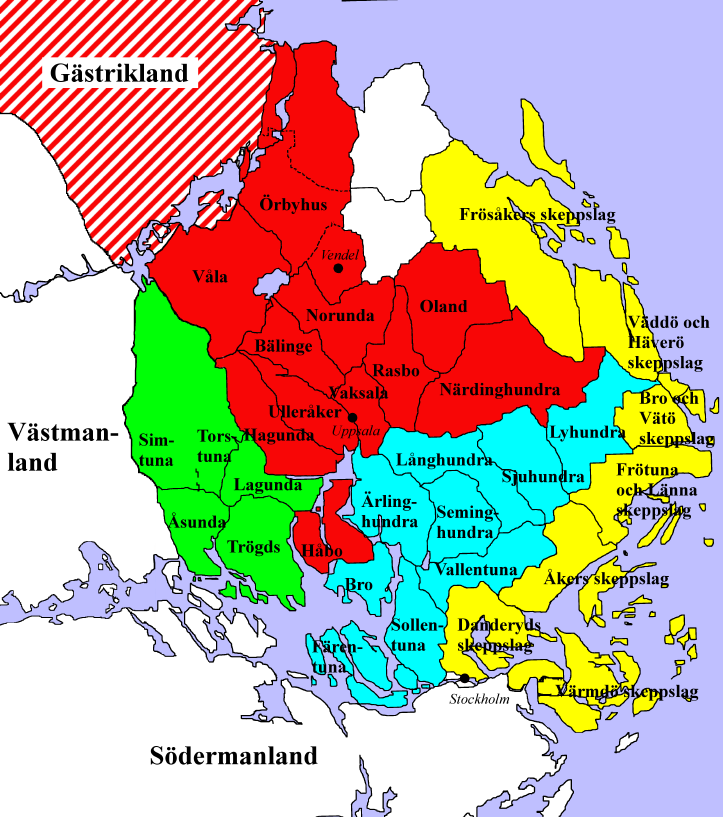
Folklands en Svitjod (Uppland/Gästrikland)
rojo = Tiunda
cian = Attunda
amarillo = Roden / Roslagen
verde = Fjärdhundra
La línea de la costa ha cambiado mucho en el último milenio. En la época medieval Roslagen se denominaba Roden.

Tiundaland o la tierra de los diez hundreds fue un antiguo reino vikingo de Suecia. Su nombre se refiere a la costumbre de proporcionar un leidang de 1000 guerreros y 40 naves para los reyes de Gamla Uppsala. Snorri Sturluson menciona que Tiundaland era el más rico y fértil territorio de Suecia donde se encontraba el trono de los reyes de Upsala y del cual deriva y procede el nombre Uppsala öd. Todos los lagman suecos estaban subordinados al titular de Tiundaland.
Durante la era Vikinga se extendía aproximadamente desde la costa del mar Báltico por Norrtälje hasta la bahía de lo que actualmente se conoce como el lago Mälaren. Un espacio territorial muy estratégico.
La tercera porción de Svithjod se llama Tiundaland; la cuarta Attundaland; la quinta Sialand [ Roslagen ], y todo les pertenece hacia el este a lo largo de la costa. Tiundaland es la mayor y más habitada parte de Svithjod, bajo la cual dependen el resto de reinos que la rodean. Allí está Upsala, la capital del reino y arzobispado; y  Upsala-audr [ Uppsala öd ], o el dominio de los reyes suecos, toma el nombre. Cada división tiene su propio “Lag-thing” [leidang], y sus propias leyes en muchas partes. Sobre cada una hay un “lagman”, quien gobierna principalmente en todos los asuntos de los bondes.